# تپه خونی
تپه خونی مربوط به دوره ساسانی  
تا دوره اولیه اسلامی در شهرستان سرخس، این اثر در تاریخ ۲۰ شهریور ۱۳۹۵ با شمارهٔ ثبت ۳۱۵۵۳ به‌عنوان یکی از آثار ملی ایران به ثبت رسیده است.